# Michail Akimenko
Michail Sergeevič Akimenko (in russo Михаил Сергеевич Акименко?; Prochladnyj, 6 dicembre 1995) è un altista russo, vincitore come atleta neutrale autorizzato della medaglia d'argento ai mondiali di Doha 2019.

## Palmarès
| Anno                                                | Manifestazione    | Sede    | Evento        | Risultato | Prestazione | Note                                     |
| --------------------------------------------------- | ----------------- | ------- | ------------- | --------- | ----------- | ---------------------------------------- |
| In rappresentanza della Russia                      |                   |         |               |           |             |                                          |
| 2013                                                | Europei juniores  | Rieti   | Salto in alto | Bronzo    | 2,18 m      |                                          |
| 2014                                                | Mondiali juniores | Eugene  | Salto in alto | Oro       | 2,24 m      | Miglior prestazione personale            |
| 2015                                                | Europei under 23  | Tallinn | Salto in alto | 6º        | 2,18 m      |                                          |
| In rappresentanza degli Atleti Neutrali Autorizzati |                   |         |               |           |             |                                          |
| 2019                                                | Mondiali          | Doha    | Salto in alto | Argento   | 2,35 m      | Miglior prestazione personale            |
| 2021                                                | Giochi olimpici   | Tokyo   | Salto in alto | 6º        | 2,33 m      | Miglior prestazione personale stagionale |